# تيم واتسون (معلق رياضي)
تيم واتسون (بالإنجليزية: Tim Watson) هو مدرب كرة قدم أسترالية ومعلق رياضي أسترالي، ولد في 13 يوليو 1961 في Dimboola ‏ في أستراليا.

## وصلات خارجية
- تيم واتسون على موقع AustralianFootball.com (الإنجليزية)
- تيم واتسون على موقع AFLtables.com (الإنجليزية)